# 卡肖堡
卡肖堡是意大利艾米利亚-罗马涅大区博洛尼亚广域市的一个镇，距离大区首府博洛尼亚约45公里。